# Komma (tidskrift, 2005–2011)
Komma var en svensk litterär tidskrift som gavs ut med fyra nummer per år mellan 2005 och 2011 av tidskriftsföreningen Poetens klagan är sällan utan anledning. Tidskriften gavs ut av en redaktionsgrupp utan chefredaktör och hade en inriktning mot nyskriven prosa och poesi.